# Indigofereae
Indigofereae je  tribus mahunarki iz potporodice Faboideae. Pripada mu 6 rodova.

## Rodovi
1. Cyamopsis DC.
2. Indigastrum Jaub. & Spach
3. Indigofera L.
4. Microcharis Benth.
5. Phylloxylon Baill.
6. Rhynchotropis Harms